# Jayezan
Jāyezān (farsi جایزان) è una città dello shahrestān di Omidiyeh, circoscrizione di Jayezan, nella provincia del Khūzestān. Aveva, nel 2006, una popolazione di 1.953 abitanti.